# Dacnis berlepschi
A Dacnis berlepschi a madarak osztályának verébalakúak (Passeriformes) rendjébe és a tangarafélék (Thraupidae) családjába tartozó faj.

## Rendszerezése
A fajt Ernst Hartert német ornitológus írta le 1900-ben.

## Előfordulása
Kolumbia és Ecuador területén honos. Természetes élőhelyei a szubtrópusi és trópusi síkvidéki esőerdők. Állandó, nem vonuló faj.

## Megjelenése
Testhossza 12 centiméter.

## Táplálkozása
Étkezéséről kevés az információ, valószínűleg gyümölcsökkel, rovarokkal és nektárral táplálkozik.

## Természetvédelmi helyzete
Az elterjedési területe kicsi és csökken, egyedszáma is csökken. A Természetvédelmi Világszövetség Vörös listáján sebezhető fajként szerepel.